# Grlava
Grlava – wieś w Słowenii, w gminie Ljutomer. W 2018 roku liczyła 102 mieszkańców.